# Bohrständer
Ein Bohrständer ist eine Vorschubeinrichtung mit einer Aufnahme für eine Handbohrmaschine, die es gestattet, den Bohrer in das Werkstück zu führen.

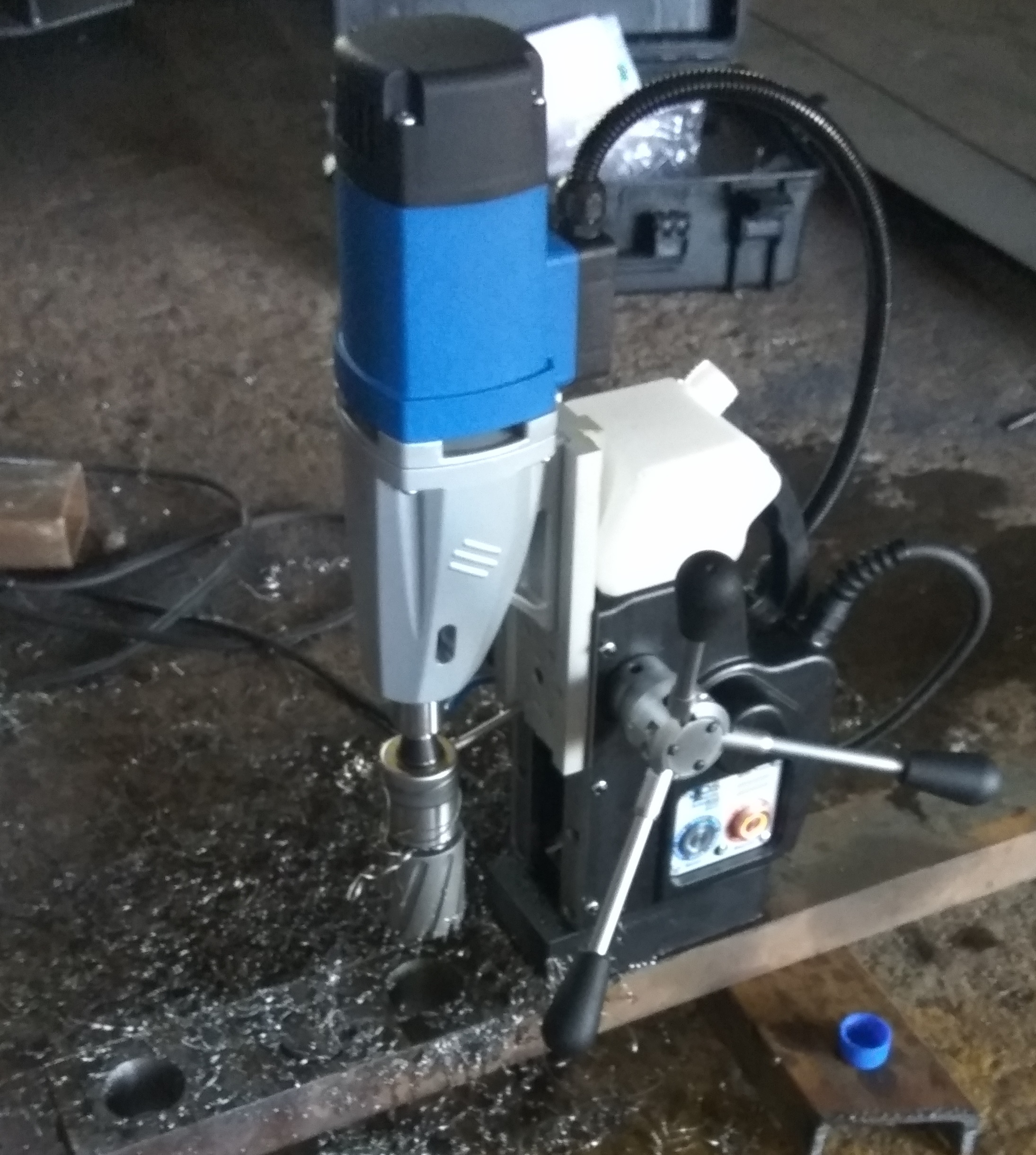
Bohrständer mit Magnetfuß

Die erhältlichen Ausführungen reichen von einfachen federbelasteten Bohrhilfen über Heimwerker-Produkte mit Handhebel bis hin zu industriellen Bohrständern mit Magnetfuß zum Bohren in Stahl. Damit ermöglichen Bohrständer einen präzise geführten oder sogar stationären Einsatz der Handbohrmaschine und verleihen ihr näherungsweise den Funktionsumfang einer einfachen Tisch- oder Magnetbohrmaschine.
Die gängigste Aufnahme für die Handbohrmaschine bildet bei hebelbetätigten Bohrständern der 43-mm-Eurospannhals, mit dem praktisch alle netzbetriebenen Handbohrmaschinen, aber nur die wenigsten Akkuschrauber ausgestattet sind. Viele federbelastete Bohrhilfen umgehen dieses Problem durch Verwendung eines integrierten Bohrfutters auf einer eigenen Welle.

## Funktionen
- Der gewünschte Bohrwinkel lässt sich einfach und mit erhöhter Wiederholgenauigkeit einhalten;
- Das Werkstück lässt sich per Hand fixieren oder mit Spannmitteln aufspannen;
- Der Bohrtiefen-Anschlag gestattet präzise Sackloch-Bohrungen;
- Mit Werkstück-Anschlägen oder weiterem Zubehör wie Kreuztischen lässt sich die Effizienz nochmals steigern;
- Eine Hebelmechanik verringert die nötige Handkraft.